# Devens
Devens è un census-designated place (CDP) degli Stati Uniti d'America, situato nello stato del Massachusetts, diviso tra la contea di Middlesex e la contea di Worcester.